# Hi-Fi
Hi-Fi (High fidelity) je pojem, používaný audiofily i výrobci spotřební
elektroniky pro označení vysoké věrnosti reprodukce akustického signálu, případně celé cesty od záznamu po reprodukci. Zařízení, označovaná jako Hi-Fi, mají splňovat minimální požadavky, specifikované normou DIN 45 500 z roku 1966[zdroj?] . Pojem byl užíván od 50. let 20. století, po roce 2000 se pro nejdražší a nejkvalitnější zařízení ale užívá spíše pojem high-end audio.

## Podmínky Hi-Fi
Podmínky vysoké věrnosti jsou definovány pro elektroakustický řetězec i jeho jednotlivé části příslušnými ČSN dle doporučení IEC a jsou ekvivalentní[zdroj?] k normám DIN 45 500 Hi-Fi.
Norma omezuje hluky, šumy i různé druhy harmonického i neharmonického zkreslení.

## Historie

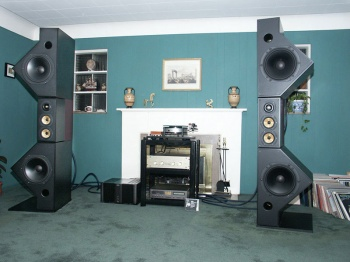
Moderní Hi-Fi systém

### DIN 45500
Samotná historie se datuje od dvacátých let 20. století, kde s rozvojem elektroakustiky, mikrofonů, zesilovačů a reprodukčních zařízení vznikala i kritéria jejich používání a posuzování. První aparatury pro kvalitní reprodukci byly vyráběny pro zvuková kina. Největší rozmach éry Hi-Fi byl zaznamenán v padesátých a šedesátých létech minulého století, kdy kvalitní reprodukční technika začala být dostupná pro širší veřejnost. Tyto aktivity vedly v německém Deutsches Institut für Normung (DIN) v roce 1966 k vytvoření standardu – norma pro Hi-Fi DIN 45500.

### Sherwood, Craftsmen, Marantz
Významným milníkem historie Hi-Fi [zdroj?] byl přelom roku 1952 a 1953,

kdy technologie a trh natolik pokročily, že byly vytvořeny podmínky pro vyšší výkony a kvalitu, od roku 1953 [zdroj?] se již setkáváme s kategorií zařízení Hi-Fi.
Významnými osobnostmi byli vynikající zvukoví inženýři Sid Smith a Ed Miller, kteří pracovali do roku 1953 ve společnosti Radio Craftsmen, kde Sid Smith postavil dvě verze C500, rádia o výkonu 10 W, po odchodu z Radia Craftsmen pracoval rok ve společnosti Sherwood Electronic Labs v Chicagu, kterou roku 1953 založil Ed Miller se svým společníkem Johnem Snowem.

V Sherwood Electronic Labs Sid Smith postavil C500A, první high fidelity přístroj, 15wattový zesilovač spojený s rádiem, které bylo možno již poslouchat stereofonně, při zakoupení dvou C500A, pro každý kanál jeden přijímač. Doposud byly vyráběny zesilovače a rádia odděleně, Sid Smith setrval ve společnosti Sherwood Electronic Labs pouze rok, pak odešel jako hlavní inženýr do společnosti Marantz. Cena jednoho přístroje C500A představovala cca 40 % průměrné mzdy, 99 amerických dolarů.

### Měřítko kvality
Vnímání člověka je zatíženo značnou nelinearitou (základní charakteristiky zvuku vnímá ucho logaritmicky). Přesné modelování a simulace vlastností sluchových orgánů jsou stále ve fázi výzkumů. Je známo, že některé druhy zkreslení působí více rušivě než jiné. Existují také druhy zkreslení, které umíme zdokumentovat, a podle některých zdrojů existují druhy zkreslení, které zdokumentovat neumíme.

Zatím jako jediný a spolehlivý způsob[zdroj?], jak posoudit zvukové zařízení a jeho kvalitu, je jeho poslech.

## Nároky na elektroakustický řetězec

### Gramofonové přístroje
- Mechanická část podle ČSN IEC 98
- Odchylka od jmenovitých otáček v mezích +1,2 % až −1,2 %
- Kolísání otáček v mezích ±0,15 %, u špičkových přístrojů dosahuje ±0,025 %, u přístrojů střední třídy je to ±0,1 %
- Odstup hluku lineárně lepší než 40 dB
- Odstup hluku v pásmu 10 Hz – 315 Hz lepší než 38 dB

### Přenosky (368401) ČSN IEC 98 a další
- Kmitočtová charakteristika: 63 Hz až 8 kHz nerovnoměrnost < 4 dB, 40 Hz až 12,5 kHz nerovnoměrnost < 6 dB, 40 Hz až 16 kHz nerovnoměrnost < 10 dB
- Rozdíl citlivosti mezi stereofonními kanály musí být lepší než 2 dB
- Přeslech lepší než 20 dB při 1 kHz, 15 dB na kmitočtu 6,3 kHz
- Svislá síla na hrot je menší než 30 mN
- Statická poddajnost musí být větší než 3 mm/N vertikálně a 3,5 mm/N horizontálně

### Magnetofony ČSN IEC 94-7 (368420) a další
- Kmitočtová charakteristika: 40 Hz až 12,5 kHz nerovnoměrnost < 7 dB, 250 Hz až 6,3 kHz nerovnoměrnost < 5 dB,
- Odchylka od jmenovité rychlosti posuvu pásku max. ±2 %
- Kolísání rychlosti posuvu pásku max. ±0,15 %
- Odstup cizích napětí snímacího kanálu od signálu musí být nejméně 40 dB
- Odstup rušivých napětí celkem od signálu musí být nejméně 50 dB
- Přeslech mezi stereofonními kanály lepší než 30 dB při 0,5 kHz až 6,3 kHz
- Přeslech u vícestopého záznamu lepší než 45 dB při 0,5 kHz až 6,3 kHz
- Zkreslení 3. harmonickou při pracovní úrovni záznamu nesmí být větší jak 3 %
- Mazací schopnost musí být lepší než 65 dB

Uvedené parametry platí pro Hi-Fi přístroje bez ohledu na šířku pásku nebo na to, zdali je přístroj cívkový nebo kazetový.

### Elektroakustického řetězce ČSN IEC 268-1 a další
Elektroakustické řetězce mají od zdroje signálu běžnou přebuditelnost 20 dB, pro studiové a profesionální použití mají mít od zdroje signálu přebuditelnost 40 dB, úrovně jsou vztaženy k nominální, hodnotě signálu.